# تلفات مسی
تلفات مس معمولاً به توان اتلافی به صورت گرما که به خاطر مقاومت الکتریکی سیم‌ها به‌وجود می‌آید گفته می‌شود.
{\displaystyle {\mbox{Copper Loss}}\propto I^{2}\cdot R}
{\displaystyle {\mbox{Copper Loss}}=I^{2}\cdot R\cdot t}
در روابط بالا؛ R مقاومت، t زمان و I جریان هستند.

## کاهش تلفات مس
با کاهش تلفات مس می‌توان بازدهی و راندمان را بالا برد، به‌طور مثال این موضوع تأثیر بسزایی در افزایش راندمان موتور القایی دارد.